# Steve De Ridder
Steve Danny Marc De Ridder (født 25. februar 1987 i Gent, Belgien) er en belgisk fodboldspiller, der spiller for den belgiske klub Lokeren som offensivspiller. Han har tidligere spillet for den danske klub F.C. København.

## Karriere

### De Graafschap
Han blev Player of the season i 2010–11 sæson for De Graafschap.

### Southampton F.C.
Han skiftede den 22. juli 2011 til Southampton fra De Graafschap på en treårig kontrakt. Han fik sin ligadebut som indskifter i anden halveg, hvor han kom ind i stedet for David Connolly imod Leeds United A.F.C. den 6. august 2011. Steve De Ridder fik den 9. august 2011 sin første kamp med fuld spilletid i ligacuppens første runde, hvor han også scorede det første mål for klubben mod Torquay United i en 4-1 sejr til Southampton F.C.. Den 28. september 2011 scorede Steve De Ridder sit første ligamål i et 2-1 nederlag til Cardiff City F.C.. Den 22. oktober 2011 scorede han et sent, udlignende mål i 1-1-kamp mod Reading F.C., efter at være kommet ind som indskifter.
Han forlod klubben den 1. august 2013, efter hans kontrakt var blevet annulleret.

### Bolton Wanderers
Steve De Ridder skiftede den 31. januar 2013 til Bolton Wanderers på en 1-måned lang lejekontrakt. Han fik sin debut for klubben to dage senere, da han blev skiftet ind i anden halveg i stedet Chris Eagles, en kamp som Bolton tabte 2-1 til Watford F.C.. Den 4. marts 2013 sluttede hans lejekontrakt, hvorefter han vendte tilbage til sin oprindelige klub, Southampton F.C..

### FC Utrecht
Den 1. august 2013 skrev Ridder under på en treårig med FC Utrecht.

### FC København
Den 22. maj 2014 blev det offentliggjort, at FC København havde indgået aftale med FC Utrecht om et skifte. De Ridder skrev under på en fireårig kontrakt. I sæsonen 2014-15 fik han scoret 2 mål i 23 kampe.
Den 5. juni 2015 blev det offentliggjort, at Zulte Waregem havde indgået en lejeaftale for sæsonen 2015-16 med en købsoption. Zulte udnyttede imidlertid ikke købsoptionen, hvorefter lejeaftalen udløb.
Den 19. august 2016 meddelte FCK, at kontrakten var ophævet.

### Lokeren
Efter udløbet af lejekontrakte med Zulte og den efterfølgende ophævelse af kontrakten i FCK skiftede de Ridder i august 2016 til den belgiske klub Lokeren.[kilde mangler]